# New Inn
New Inn jest małą miejscowością położoną w hrabstwie Carmarthenshire w Wielkiej Brytanii. Populacja wsi wynosi 348. Miejscowość jest położona nieopodal drogi A485 pomiędzy wioskami Llanllwni i Gwyddgrug, około 6 kilometrów od miejscowości Pencader. New Inn posiada kształt ulicówki. We wsi znajduje się około 60 gospodarstw domowych wraz z jedną kaplicą.

## Historia
New Inn powstała wokół skrzyżowania drogi rzymskiej „Sarn Helen”, która biegnie z południa na północ, oraz szlaku turystycznego biegnącego z zachodu na wschód.
W XIX wieku, miejscowość była okolicznym miejscem handlu, z trzema Pubami, sklepem spożywczym eksportującym znaczne ilości nabiału (głównie masła i sera) do portu w mieście Carmarthen oraz do zajazdu „The Traveller’s Rest”. Wieś doświadczyła znaczny spadek w handlu ze względu na otwarcie linii kolejowej w niedalekiej miejscowości Pencader. Okoliczna szkoła została otwarta w 1881. 
W 2007, lokalne władze oświaty zdecydowały się zamknąć szkołę z powodu spadku liczby uczniów oraz ograniczeniami finansowymi. Pozostałe działalności, czyli puby i sklep spożywczy też zostały zlikwidowane. 
Od Lipca 2013, we wsi znajdują się: salon z wyposażeniem agrokulturowym, firma inżynierska, wytwórnia nabiału oraz lokal Touroperator’a. Ponadto w New Inn znajduje się kaplica metodystyczna.

## Transport
New Inn znajduje się przy drodze A485 - jednej z głównych dróg na mapie Walii. Droga ta łączy okoliczne główne miasta Carmarthen i Lampeter. Oprócz A485, New Inn jest połączone z miejscowościami Pencader i Gwyddgrug poprzez liczne szlaki oraz ścieżki. 
Autobus linii T1 firmy TrawsCymru, operujący pomiędzy Lampeter i Carmarthen, zatrzymuje się w miejscowości co godzinę. Ponadto autobus linii 701, również firmy Bryan Coaches, kursuje między miastami Aberystwyth i Cardiff raz w tygodniu. 

## Demografia
Według spisu statystycznego przeprowadzonego w roku 2011, 212 z 336 mieszkańców New Inn o wieku powyżej 3, rozumie język Walijski mówiony (63%). Ten sam spis wykazał iż 195 mieszkańców (58%) potrafi biegle posługiwać się językiem Walijskim. Według poprzedniego spisu z roku 2001, populacja wsi wynosiła 306, co wskazuje na wzrost przez ostatnie 10 lat.